# 안녕하세요 김홍신 김수미입니다
안녕하세요 김홍신 김수미입니다는 대한민국의 방송국인 KBS의 라디오 채널 KBS 제2라디오에서 매일 오전 9시 10분부터 오전 11시까지 종영 방송된 소설가 김홍신과 배우 김수미가 진행하는 라디오 프로그램이다.

## 진행자
- 김홍신 소설가 (남)
- 김수미 배우 (여)